# Hành tinh thứ năm (giả thuyết)
Trong lịch sử thiên văn học, một số ít các thiên thể thuộc Hệ Mặt trời đã được tính là hành tinh thứ năm tính từ Mặt trời. Theo định nghĩa hiện tại của một hành tinh, Sao Mộc được tính là thứ năm.

## Giả thuyết
Có ba ý tưởng chính liên quan đến các hành tinh giả thuyết nằm giữa Sao Hỏa và Sao Mộc.

### Tiểu hành tinh
Trong đầu thế kỷ 19, khi các tiểu hành tinh được phát hiện, chúng được coi là các hành tinh. Sao Mộc trở thành hành tinh thứ sáu với việc phát hiện ra Ceres vào năm 1801. Chẳng bao lâu, ba tiểu hành tinh khác, Pallas (1802), Juno (1804) và Vesta (1807) đã được phát hiện. Chúng được tính là các hành tinh riêng biệt, mặc dù thực tế là chúng có chung quỹ đạo theo định nghĩa của luật Titius-Bode. Từ năm 1845 đến 1851, mười một tiểu hành tinh khác đã được phát hiện và Sao Mộc đã trở thành hành tinh thứ hai mươi. Tại thời điểm này, các nhà thiên văn học bắt đầu phân loại các tiểu hành tinh là các hành tinh nhỏ. Sau khi phân loại lại các tiểu hành tinh trong nhóm riêng của chúng, Sao Mộc một lần nữa trở thành hành tinh thứ năm. Với định nghĩa lại của thuật ngữ <i id="mwGg">hành tinh</i> vào năm 2006, Ceres hiện được coi là một hành tinh lùn.

### Lý thuyết phá vỡ
Giả thuyết về sự phá vỡ cho thấy rằng một hành tinh nằm giữa Sao Hỏa và Sao Mộc đã bị phá hủy, dẫn đến vành đai tiểu hành tinh giữa các hành tinh này. Các nhà khoa học trong thế kỷ 20 đã đặt tên cho hành tinh giả thuyết này là " Phaeton ". Ngày nay, giả thuyết Phaeton, được thay thế bởi mô hình bồi tụ, đã bị cộng đồng khoa học loại bỏ; tuy nhiên, một số nhà khoa học bên lề coi lý thuyết này là đáng tin cậy và thậm chí có khả năng.

### Lý thuyết hành tinh thứ V
Dựa trên các mô phỏng, các nhà khoa học vũ trụ của NASA John Chambers và Jack Lissauer đã đề xuất sự tồn tại của một hành tinh nằm giữa sao Hỏa và vành đai tiểu hành tinh, đi theo quỹ đạo lệch tâm và không ổn định liên tiếp, 4 tỷ năm trước. Họ kết nối hành tinh này, mà họ đặt tên là Hành tinh V, và sự biến mất của nó với chuỗi Sự bắn phá hạng nặng muộn của thời đại Hadean. Chambers và Lissauer cũng tuyên bố Hành tinh V này có lẽ cuối cùng đã đâm vào Mặt trời. Không giống như hành tinh thứ năm của Lý thuyết Phá vỡ, "Hành tinh V" không được ghi nhận trong việc tạo ra vành đai tiểu hành tinh.

## Hành tinh thứ năm trong tiểu thuyết
Khái niệm về một hành tinh thứ năm đã bị phá hủy để tạo ra vành đai tiểu hành tinh, như trong Lý thuyết Phá vỡ, đã trở nên phổ biến trong các tiểu thuyết.